# Hans-Peter Will
Hans-Peter Will (* 2. August 1899 in Frankfurt am Main; † 3. Februar 1990) war ein deutscher Verwaltungsbeamter und Politiker (SPD).

## Leben
Hans-Peter Will arbeitete zunächst in der Wirtschaft und wurde später selbständiger Wirtschafts- und Steuerberater. Daneben ging er einer journalistischen Tätigkeit nach. Zum 1. April 1933 trat er in die NSDAP ein (Mitgliedsnummer 1.829.513). Er war seit 1946 Angestellter beim Landesernährungsamt und wurde 1948 Regierungs- und Ministerialdirektor im saarländischen Wirtschaftsministerium.
Will war von 1955 bis 1960 Mitglied des Saarländischen Landtages. Am 4. Januar 1957 wurde er vom Landtag in den Deutschen Bundestag entsandt, dem er bis zum Ende der Legislaturperiode angehörte.
Am 19. Januar 1976 wurde Will mit dem Saarländischen Verdienstorden ausgezeichnet.
Seine Tochter Christa Melchinger ist Journalistin.